# Loxapina

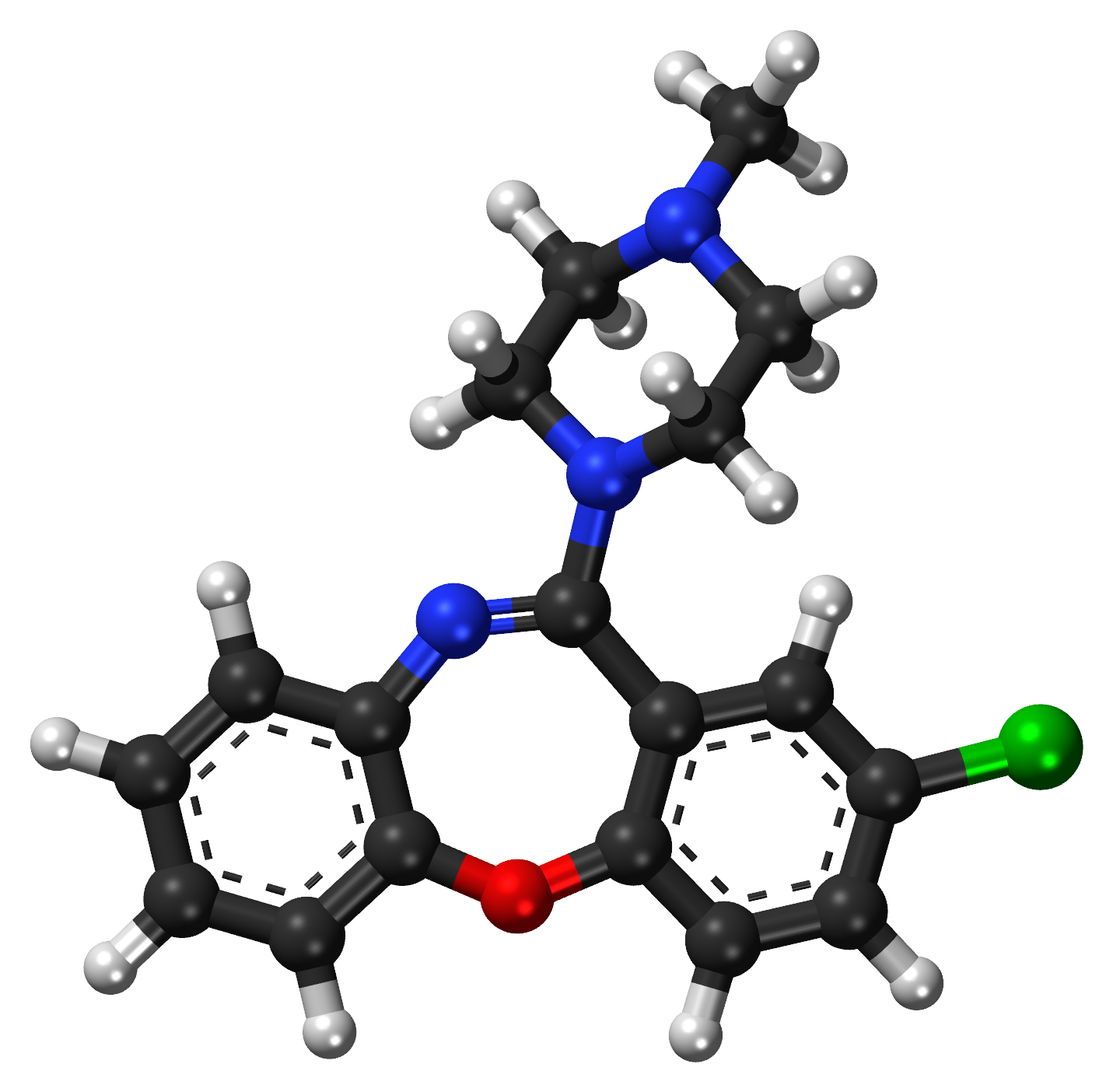
Loxapina

Loxapina é um Antipsicótico típico, utilizado principalmente no tratamento da Esquizofrenia. É um membro da classe das Dibenzoxazepina e é estruturalmente relacionado com a Clozapina (clozapina pertence a classe de Dibenzodiazepina. Vários pesquisadores tem argumentado que a loxapina pode comportar como um Antipsicótico atípico.
Loxapina pode ser metabolizado por N -Desmetilação a Amoxapina , um Antidepressivo tetracíclico.

## Mecanismo de ação
Loxapina atua principalmente como um antagonista dos receptores 5-HT2A, 5-HT2C,5-HT6, 5-HT7, ALFA1A,H1, M1, D1,  D2,  D3, D4, D5, entre outras propriedades.
| alvo molecular | loxapina (ki nm) | amoxapina (ki nm)    |
| -------------- | ---------------- | -------------------- |
| 5-HT1A         | 2456             | -                    |
| 5-HT1B         | 388              | -                    |
| 5-HT1D         | 3468             | -                    |
| 5-HT1E         | 1399             | -                    |
| 5-HT2A         | 6.63             | 0.5                  |
| 5-HT2C         | 13.3             | 2 (receptor de rato) |
| 5-HT3          | 190              | -                    |
| 5-HT5A         | 766              | -                    |
| 5-HT6          | 31.0             | 50                   |
| 5-HT7          | 87.6             | 40.2 (rato)          |
| A1A            | 31               | -                    |
| A1B            | 53               | -                    |
| A2A            | 150.9            | -                    |
| A2B            | 107.8            | -                    |
| A2C            | 80.0             | -                    |
| M1             | 119.5            | -                    |
| M2             | 445              | -                    |
| M3             | 211.3            | -                    |
| M4             | 1266             | -                    |
| M5             | 166              | -                    |
| D1             | 54               | -                    |
| D2             | 11               | 20.8                 |
| D3             | 19.33            | 21                   |
| D4             | 8.4              | 21                   |
| D5             | 75               | -                    |
| H1             | 4.9              | -                    |
| H2             | 208              | -                    |
| H4             | 5048             | -                    |
| SERT           | Inativo          | 58                   |
| NET            | Inativo          | 16                   |
| DAT            | Inativo          | -                    |

## Farmacocinética
A loxapina é facilmente absorvida, mas de forma incompleta.  Devido ao Metabolismo de primeira passagem , a biodisponibilidade oral é de 30% menos do que a biodisponibilidade após a injeção intramuscular.  Os níveis séricos máximos ocorrem 1 ou 2 h após a administração oral e 5 h após a injeção intramuscular.  Loxapina é extensivamente metabolizado no Figado através de aromático Hidroxilação, N -demethylation, ou N-oxidação.
Os principais Metabólito da loxapina são a 7- e 8-hidroxiloxapina ativas, que são conjugadas com o glucuronido ou sulfato, e N-óxido de hidroxiloxapina, N-óxido de loxapina e hidroxidesetiloxipina (hidroxiamoxapina).

## Dose
A dose inicial recomendada é 10mg duas vezes por dia.  O seu médico irá aumentar a dose ao longo do tempo até que os melhores resultados ocorrem com a menor quantidade de efeitos secundários.  As primeiras doses da medicação podem ser administradas por injeção no músculo.  Uma vez que a melhor dose foi atingida, a medicação é normalmente tomada em comprimidos.  A dose diária máxima não deve ser superior a 250 mg.

## Efeitos colaterais
- Sensaçao de gosto alterado (14%)
- Sedação (12%)
- Faringite (3%)
- Constipação
- Boca seca
- Acatisia
- Tontura
- Discurso confuso
- Sintomas extrapiramidal (dependente da dose. Inferior dosagens sua propensão para causar efeitos secundários extrapiramidais parece ser semelhante ao dos Antipsicótico atípico).
- Visão embaçada
- Retenção urinária
- Sonolência (que parece ser moderadas em gravidade, em comparação com outros antipsicóticos)
- Dispneia